# Rodney Carrington
Rodney Scott Carrington (* 19. Oktober 1968 in Longview, Texas) ist ein US-amerikanischer Schauspieler, Stand-up-Komiker und Comedy-Musiker.

## Leben und Wirken
Er war Hauptdarsteller der ABC-Sitcom Rodney. Carrington ist häufig in der Bob and Tom Show zu Gast. Einige Fernsehzuschauer kennen ihn durch seine Songs Titties and Beer, When My Wife Met My Girlfriend und Dancing With A Man aus der Bob & Tom Show. Die Themen, die auf seinen zahlreichen Alben und bei seinen Stand-up-Auftritten angesprochen werden, richten sich häufig an ein erwachsenes Publikum. Carrington ist auch der Verfasser des Songs Letter to my Penis.
Seine Comedy-Alben verkauften sich zu Hunderttausenden. Obwohl Carrington auch eine eigene TV-Serie hatte, geht er nach wie vor auf Tour und füllt überall in den Vereinigten Staaten die Clubs und Konzertsäle. Zurzeit lebt er in Tulsa, Oklahoma.
Carrington veröffentlichte sein siebtes Album King of the Mountains am 3. April 2007. Sein erstes Comedy-Central-Special lief am 14. April 2007. Am 1. Mai 2007 veröffentlichte Carrington seine erste DVD mit dem Titel Rodney Carrington: Live at the Majestic.

## Alben
| Jahr | Titel Musiklabel                                 | Höchstplatzierung, Gesamtwochen, AuszeichnungChartplatzierungen (Jahr, Titel, Musiklabel, Platzierungen, Wochen, Auszeichnungen, Anmerkungen) | Höchstplatzierung, Gesamtwochen, AuszeichnungChartplatzierungen (Jahr, Titel, Musiklabel, Platzierungen, Wochen, Auszeichnungen, Anmerkungen) | Anmerkungen                              |
| Jahr | Titel Musiklabel                                 | US | Country | Anmerkungen                              |
| ---- | ------------------------------------------------ | --- | --- | ---------------------------------------- |
| 1998 | Hangin’ with Rodney Mercury Nashville            | US— GoldUS | Country73 (5 Wo.)Country |                                          |
| 2000 | Morning Wood Capitol Nashville                   | US153 Gold · (3 Wo.)US | Country18 (104 Wo.)Country | Platz 6 in den Billboard Top Heatseekers |
| 2001 | Live: C’mon Laugh You Bastards Capitol Nashville | — | — |                                          |
| 2003 | Nut Sack Capitol Nashville                       | US82 (7 Wo.)US | Country14 (50 Wo.)Country |                                          |
| 2004 | Greatest Hits Capitol Nashville                  | US112 Platin · (4 Wo.)US | Country11 (94 Wo.)Country |                                          |
| 2007 | King of the Mountains Capitol Nashville          | US68 (6 Wo.)US | Country15 (54 Wo.)Country |                                          |
| 2009 | El niño loco Capitol Nashville                   | US76 (3 Wo.)US | Country19 (27 Wo.)Country |                                          |
| 2014 | Laughter’s Good Laughter’s Good Records          | US91 (1 Wo.)US | Country23 (4 Wo.)Country |                                          |

## Filmografie (Auswahl)
- 2008: Beer for My Horses